# Hyeongok-myeon
Hyeongok-myeon (koreanska: 현곡면) är en socken i stadskommunen Gyeongju i provinsen Norra Gyeongsang i den östra delen av Sydkorea, 270 km sydost om huvudstaden Seoul. 